# Mala Kladuša
Mala Kladuša (en cyrillique : Мала Кладуша) est un village de Bosnie-Herzégovine. Il est situé dans la municipalité de Velika Kladuša, dans le canton d'Una-Sana et dans la fédération de Bosnie-et-Herzégovine. Selon les premiers résultats du recensement bosnien de 2013, il compte 1 134 habitants.

## Géographie
Le village est situé au bord de la rivière Kladušnica, un affluent droit de la Glina.

## Démographie

### Évolution historique de la population dans la localité
| 1948 | 1953 | 1961 | 1971  | 1981  | 1991  | 2013  |
| ---- | ---- | ---- | ----- | ----- | ----- | ----- |
| -    | -    | 444  | 1 000 | 1 224 | 1 445 | 1 134 |

|  |

### Communauté locale
En 1991, la communauté locale de Mala Kladuša comptait 4 555 habitants, répartis de la manière suivante :